# New Jersey Copa Futbol Club
New Jersey Copa FC, é uma agremiação esportiva da cidade de Metuchen, Nova Jersey. Atualmente disputa a National Premier Soccer League.

## História
O clube é afiliado a FC Copa Academy, uma academia de futebol fundada em 2006 com o objetivo de formar jovens atletas. Em 2015 a academia resolveu inscrever uma equipe para disputar a NPSL e a time recebe o nome de New Jersey Copa SC. Sua primeira temporada foi em 2016, quando foi eliminado na final regional para o Clarkstown SC Eagles.